# Melissa Francis
Melissa Ann Francis, también conocida como Missy Francis en sus comienzos (Los Ángeles, California, 12 de diciembre de 1972) es una periodista y actriz estadounidense.

## Biografía
Debutó como actriz en un telefilme a la edad de 5 años e interpretó el papel de Cassandra Cooper Ingalls en la serie La casa de la pradera.
Es graduada en Economía por la Universidad de Harvard.
Trabajó como periodista y presentadora en la cadena CNBC.
Se ha casado y tiene dos hijos.
Ha publicado un libro autobiográfico, Diary of ha Stage Mother's Daughter.

## Filmografía

### Cine
- 1979: Scavenger Hunt de Michael Schultz: Jennifer Motley
- 1983: Man, Woman and Child: Paula Beckwith
- 1988: Bad Dreams: joven Cynthia

### Televisión
- 1978: The Ghost of Flight 401 (telefilme): Niña
- 1979: Champions: A Love Story (telefilme): Sally
- 1979: Son-Rise: A Miracle of Love (telefilme): Thea
- 1979-1980: Joe's World (serie de televisión): Linda Wabash
- 1980: Mork and Mindy (serie de televisión): Mindy joven
- 1980: Galactica 1980 (serie de televisión): Niña
- 1980: When the Whistle Blows (serie de televisión): Deenie
- 1981: Midnight Lace (telefilme): Cathy a los 11 años
- 1981: A Gun in the House (telefilme): Diana Cates
- 1981-1982: Little House on the Prairie (serie de televisión): Cassandra Cooper Ingalls
- 1984: Something About Amelia (telefilme): Beth Bennett
- 1985: Hotel (serie de televisión): Jodi Abbott
- 1985: CBS Schoolbreak Special (serie de televisión): Tina
- 1986: St. Elsewhere (serie de televisión): Cynthia
- 1986: Morningstar/Eveningstar (serie de televisión): Sarah Bishop
- 1988: A Year in the Life (serie de televisión): Eunice
- 1989: Alf (serie de televisión): Miss Williams